# Dorfkirche Blankenfelde (Blankenfelde-Mahlow)

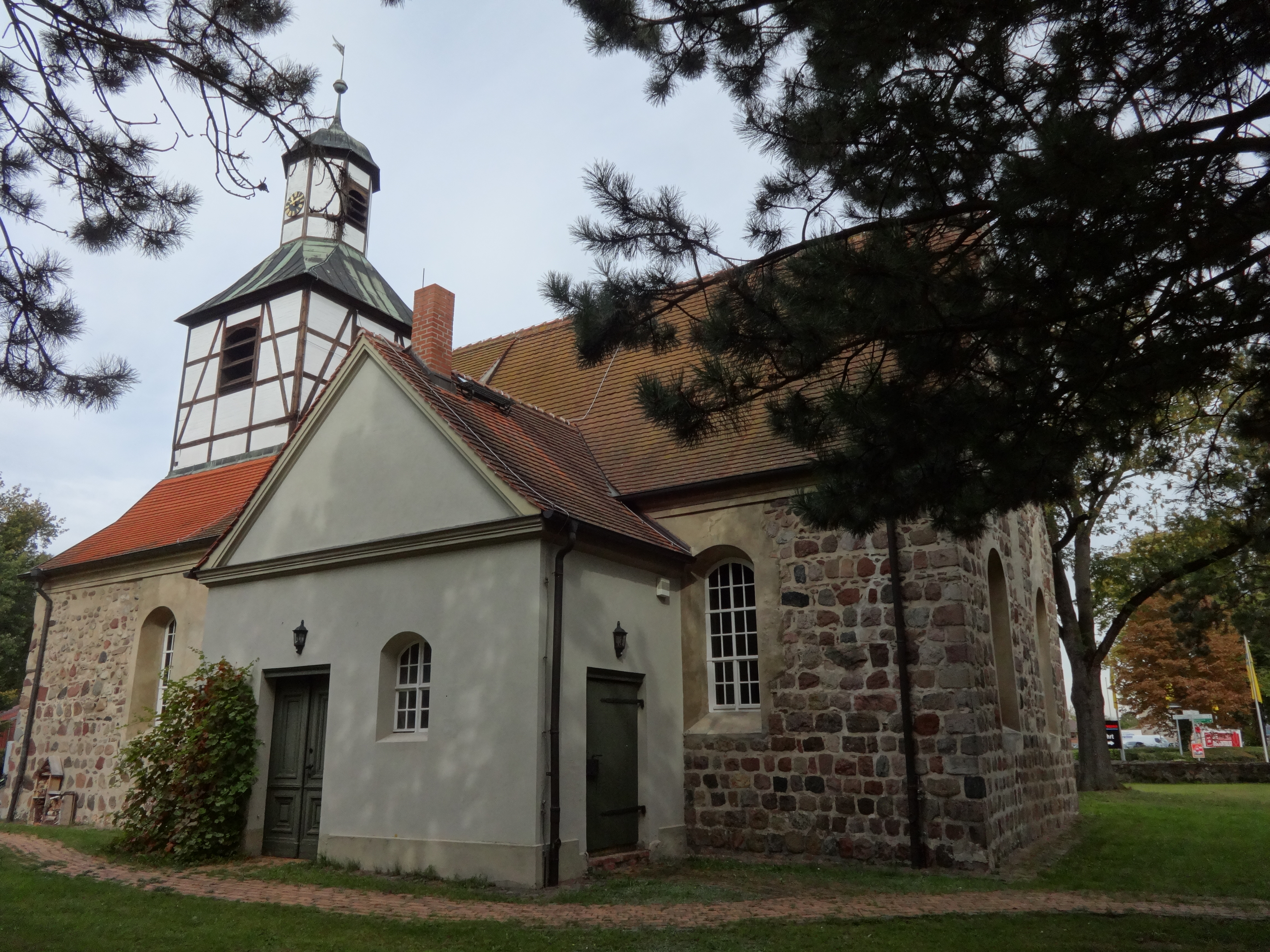
Dorfkirche Blankenfelde

Die evangelische Dorfkirche Blankenfelde ist eine Feldsteinkirche aus der zweiten Hälfte des 13. Jahrhunderts in Blankenfelde, einem Ortsteil der Gemeinde Blankenfelde-Mahlow im Landkreis Teltow-Fläming im Land Brandenburg. Die Kirchengemeinde gehört zum Kirchenkreis Zossen-Fläming der Evangelischen Kirche Berlin-Brandenburg-schlesische Oberlausitz.

## Lage
Der Potsdamer Damm führt von Nordwesten kommend auf den Ort zu. Er verläuft als Zossener Damm weiter in Richtung Osten. An seinem Übergang führt der Trebbiner Damm nach Süden. Die Kirche steht südöstlich dieser Kreuzung auf einer Fläche, die durch eine Mauer aus ungleichmäßig behauenen und nicht lagig geschichteten Feldsteinen eingefriedet ist.

## Geschichte
In der zweiten Hälfte des 13. Jahrhunderts entstand aus Feldsteinen der heutige Chor, der vermutlich Teil einer ursprünglichen Saalkirche auf rechteckigen Grundriss ist. Wahrscheinlich im 16. Jahrhundert erfolgte nach Westen hin ein Neubau des Kirchenschiffs. Zu einem nicht weiter bekannten Zeitpunkt im Barock ließ die Kirchengemeinde die Fenster vergrößern und einen Putz auftragen. 1710 wurde der Westturm errichtet. 1740 kam es zu einem ersten Brand, bei dem die Kirchenausstattung weitgehend zerstört wurde.
In der Nacht vom 7. auf den 8. Mai 1978 trat ein technischer Defekt auf, der zu einem erneuten Brand führte. Das Bauwerk wurde dabei fast vollständig zerstört. Lediglich die Fünte, die Kanzel und Teile des Gestühls konnten gerettet werden. Bereits kurz nach dem Brand begannen die Aufbauarbeiten, die mit einer erneuten Kirchweihe im Jahr 1981 abgeschlossen wurden.

## Baubeschreibung

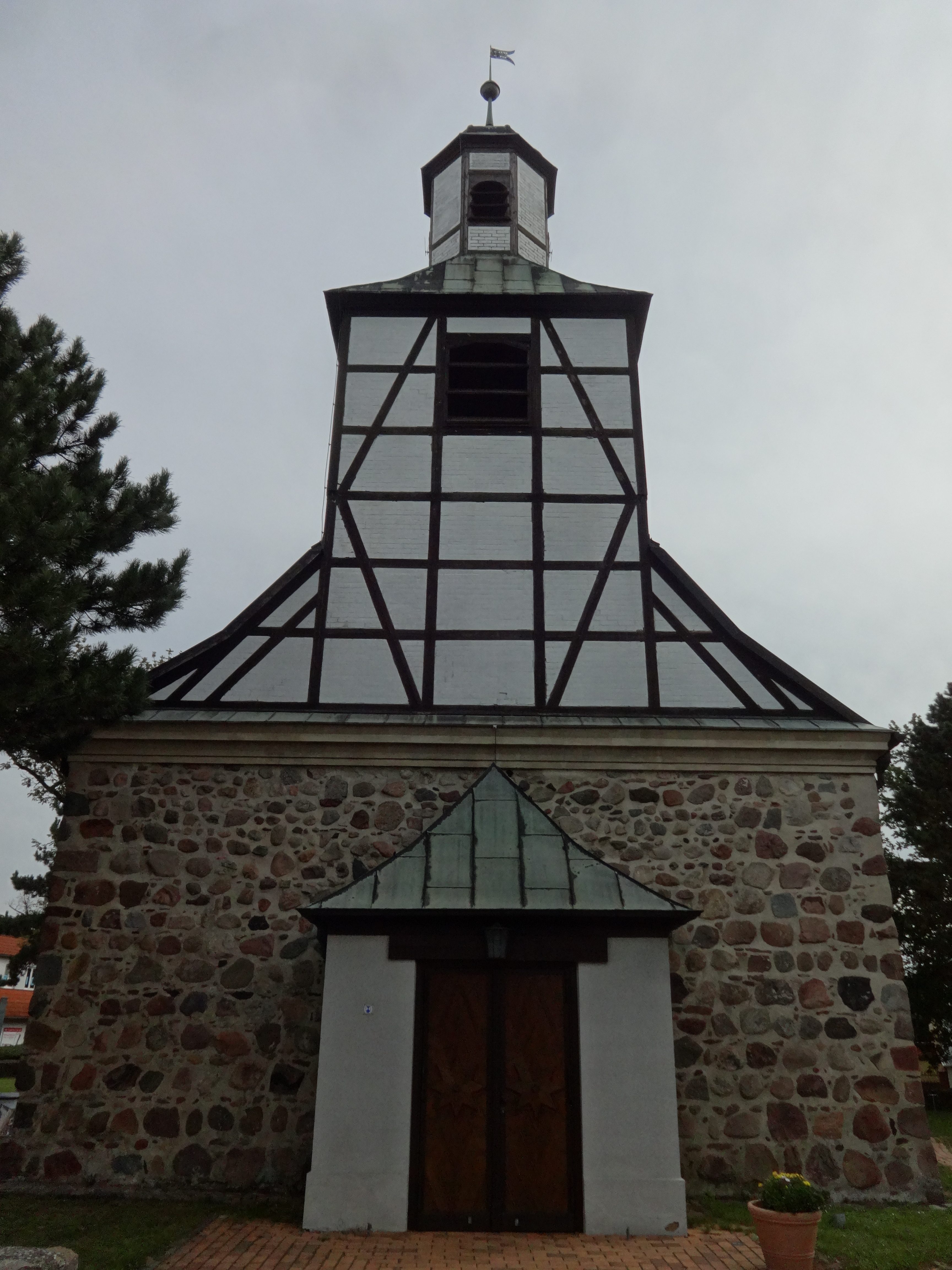
Westturm

Der Chor mit geradem Abschluss im Osten ist gegenüber dem Kirchenschiff leicht eingezogen. Er wurde aus Feldsteinen errichtet. Diese sind im unteren Bereich behauen und lagig geschichtet. An der östlichen Wand wurden ursprünglich Lanzett-Drillingsfenster verbaut. Das mittlere Fenster ragte dabei bis in den Giebel hinein. Es ist zugesetzt und im oberen Bereich verputzt. Die beiden übrigen Fenster wurden barock vergrößert, die Laibung ebenfalls verputzt. Auffällig ist, dass der Giebel zwar auch aus Feldsteinen errichtet wurde, diese sind aber weder behauen noch geschichtet. Es ist daher denkbar, dass dieser Bereich zu einem früheren Zeitpunkt verbrettert war; Reste von einem ebenfalls möglichen Putz sind nicht erkennbar. Denkbar ist auch, dass das Gebäude ursprünglich mit einem Tonnengewölbe versehen oder geplant war. Die nördliche Wand ist aus lagig behauenen Steinen errichtet worden. Lediglich am Übergang zum Kirchenschiff ist ein mittlerweile barock vergrößertes Fenster. Hierbei ist nicht nur die Laibung verputzt, sondern auch die darüberliegende Fläche, die sich bis kurz unterhalb der Dachtraufe zieht. An der Südseite ist ein Anbau mit einem rechteckigen Grundriss. Er kann von Süden und Osten her durch eine hölzerne Pforte betreten werden. An der Süd- und Westseite ist ein kleines, segmentbogenförmiges Fenster. Der Anbau trägt, wie auch Chor und Kirchenschiff ein Satteldach.
Bei der Errichtung des Kirchenschiffs wurden nur wenig behauene Steine verwendet. An der Südseite ist ein Fenster, dessen Laibung sowohl nach oben wie auch nach Westen hin in eine verputzte Fläche übergeht. Sie reicht bis zum Südanbau. An der Nordseite ist lediglich ein Fenster.
Der Westturm nimmt die Breite des Kirchenschiffs auf. Er wurde im unteren Bereich ebenfalls aus Feldsteinen errichtet und kann von Westen aus durch einen kleinen Anbau mit einer doppelflügeligen Holztür betreten werden. Darüber erhebt sich ein quadratischer Aufsatz, der aus Fachwerk erstellt wurde. An den drei zugänglichen Seiten ist mittig eine rechteckige Klangarkade. Darüber schließt sich ein Pyramidendach mit einem achteckigen Turmhelm an, in dem nach Westen und Osten hin zwei kleine Öffnungen zu erkennen sind. Nördlich und südlich ist je eine Turmuhr. Der Helm schließt mit einer Turmkugel und Wetterfahne ab.

## Ausstattung

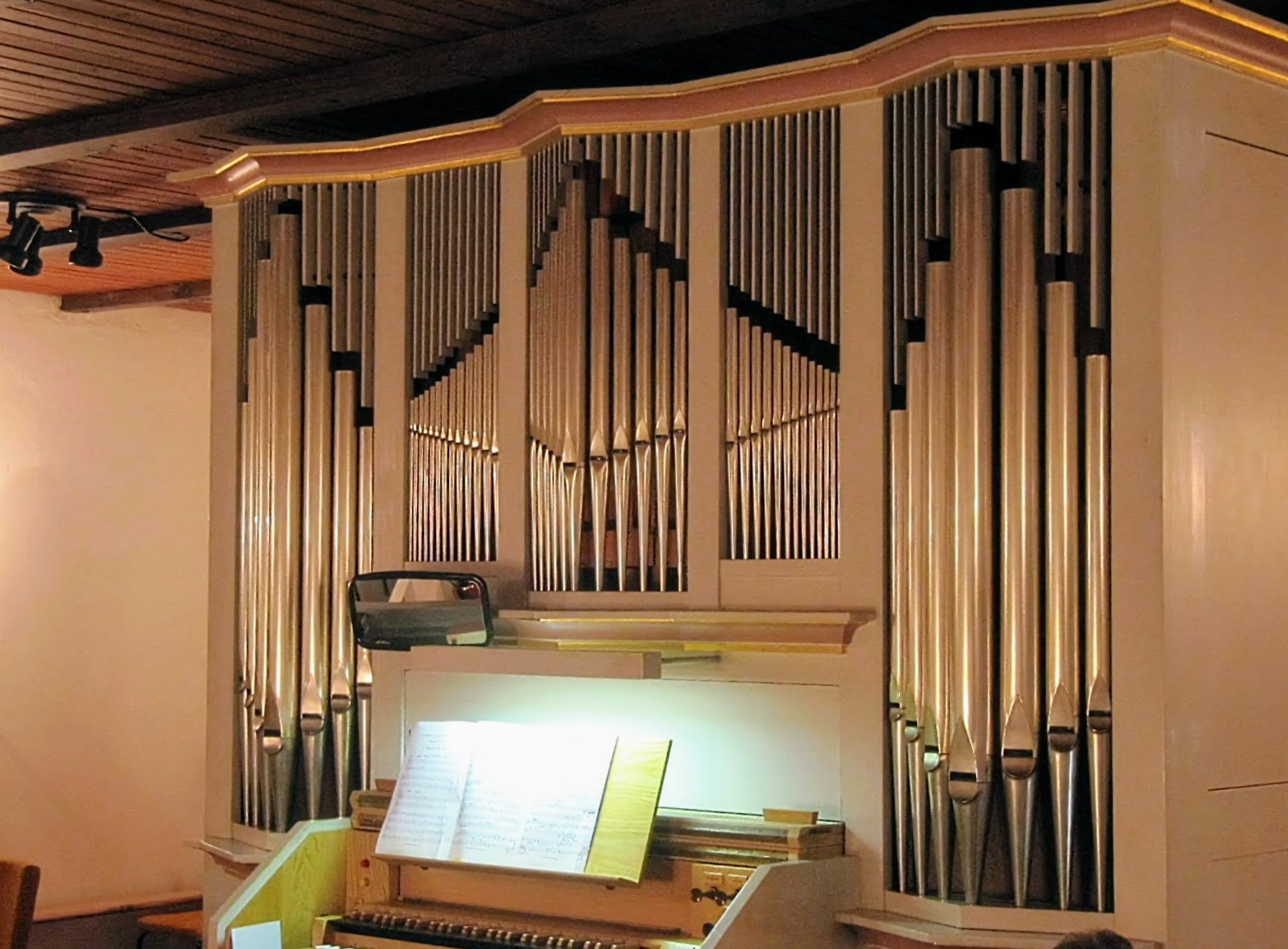
Schuke-Orgel

Die ursprünglich reichhaltige Kirchenausstattung wurde bei den Bränden weitgehend zerstört. Von der hölzernen Kanzel sind einige Teile erhalten geblieben, ebenso sechs reich geschnitzte Lehnstühle. Sie stammen vermutlich aus dem ehemaligen Herrenhaus. Ein Epitaph aus Sandstein erinnert an den 1722 verstorbenen George Friedrich von den Lieppen sowie seine beiden Frauen Dorothea Catharina von Saldern und Dorothea Charlotte von Beeren. Ein weiteres Epitaph aus Marmor erinnert an die 1793 verstorbene Philippine Louise von Otterstedt. Auf der Empore steht eine Orgel der Firma Alexander Schuke Potsdam Orgelbau aus dem Jahr 1983. Das Instrument besitzt 12 Register auf zwei Manualen und Pedal und ersetzt das zerstörte Vorgängerinstrument von Joachim Wagner. Erinnerungstafeln sind vom damaligen Patron Ludwig von Schaeffer-Voit und seiner Ehefrau erhalten geblieben.
Das Bauwerk ist in seinem Innern flach gedeckt. Im Turm hängt eine Glocke aus dem 14. Jahrhundert sowie zwei weitere, bronzene Glocken. Eine weitere Glocke steht nordwestlich auf dem Gelände und erinnert an den Brand im Jahr 1978, bei dem sie abgestürzt war.